# Katarzyna Gwiazdoń
Katarzyna Gwiazdoń (ur. 13 maja 1993) – polska lekkoatletka, sprinterka.

## Osiągnięcia
- 6. miejsce podczas mistrzostw świata juniorów młodszych (sztafeta szwedzka, Bressanone 2009)
- srebrny medal mistrzostw Europy juniorów (sztafeta 4 x 100 m, Nowy Sad 2009), Gwiazdoń biegła tylko w biegu eliminacyjnym
- brązowy medal mistrzostw Polski seniorów (sztafeta 4 x 100 m, 2011)

## Rekordy życiowe
- bieg na 100 metrów – 12,05 (2009)